# Emil Schmid (Maler, 1912)
Emil Schmid (* 27. Juli 1912 in St. Pölten-Pottenbrunn; † 26. April 1994 in Kirchstetten, Niederösterreich) war ein österreichischer Maler und Grafiker.

## Leben

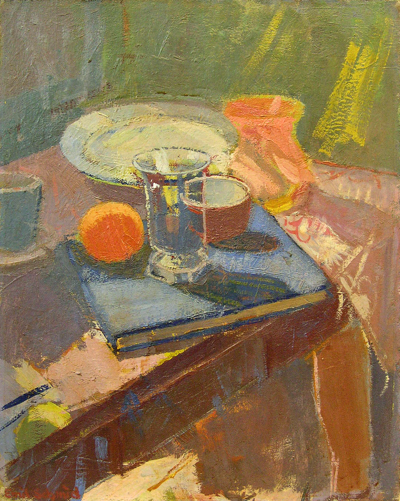
Blaues Buch mit Kelch

Nach seinem Studium arbeitete Emil Schmid zunächst als Volks- und Hauptschullehrer in Pottenbrunn und Traisen. Erste Porträts und Landschaften entstanden bereits sehr früh. Bei Kriegsbeginn wurde er zum Meteorologen für die deutsche Luftwaffe ausgebildet. Trotzdem beschäftigte er sich während des Krieges intensiv mit seiner Malerei. Nach Einsätzen an verschiedenen Fliegerhorsten in der Sowjetunion geriet er 1945 in Kriegsgefangenschaft, konnte jedoch aus einem sowjetischen Kriegsgefangenenlager flüchten.
Ab 1945 lebte Emil Schmid mit seiner siebenköpfigen Familie als freier Künstler in Wien. Er unterrichtete Aktzeichnen und entwarf Stoffmuster.
Das 1946–1948 Privatstudium bei Robin Christian Andersen brachte erste Erfolge: Wie auch Ludwig Merwart gehörte Emil Schmid 1948 bereits zu den Teilnehmern der Ausstellung „Junge Kunst in Wien“ im Künstlerhaus Wien.
1951 Wiederaufnahme seiner schulischen Tätigkeit als Mathematiklehrer und Kunsterzieher an verschiedenen österreichischen Hauptschulen und später auch Gymnasien. 1952–1957 Studium der freien Malerei und Kunsterziehung an der Akademie der bildenden Künste Wien bei Robin Christian Andersen und Herbert Boeckl.
Emil Schmid trat besonders in der Nachkriegszeit und in den frühen 60er Jahren als Stilllebenmaler und Grafiker hervor. Nach schweren Augenerkrankungen (Thrombosen) musste er über viele Jahre seine Tätigkeit als bildender Künstler sehr einschränken.
Drei Monate nach einer erfolgreichen Augenoperation starb Emil Schmid 1994 in Kirchstetten.

## Ausstellungen
- 1948 Teilnahme an der Künstlerhausausstellung „Junge Kunst in Wien“. Hält als Vertreter der teilnehmenden Künstler die Eröffnungsrede.
- 1952–57 Zahlreiche Beteiligungen an Gemeinschaftsausstellungen im Rahmen der Akademie am Schillerplatz, Wien.
- 1986 Personalausstellung in der Blau-Gelben Galerie.
- 1987 Personalausstellung im NO-Dokumentationszentrum für zeitgenössische Kunst, St. Pölten.
- 1989 Ausstellungsbeteiligung im Karmeliterhof, St. Pölten “Künstler der Landeshauptstadt St. Pölten”.
- 1992 Personalausstellung im Historischen Museum der Stadt Wien/Otto Wagner Pavillon, 163. Sonderausstellung.

## Ehrungen und Auszeichnungen
- 1954 Goldene Fügermedaille.
- 1955 Meisterschulpreis.
- 1956 Meisterschulpreis.
- 1993 Verleihung der Professur durch den Bundespräsidenten.